# Gibraltar podczas II wojny światowej

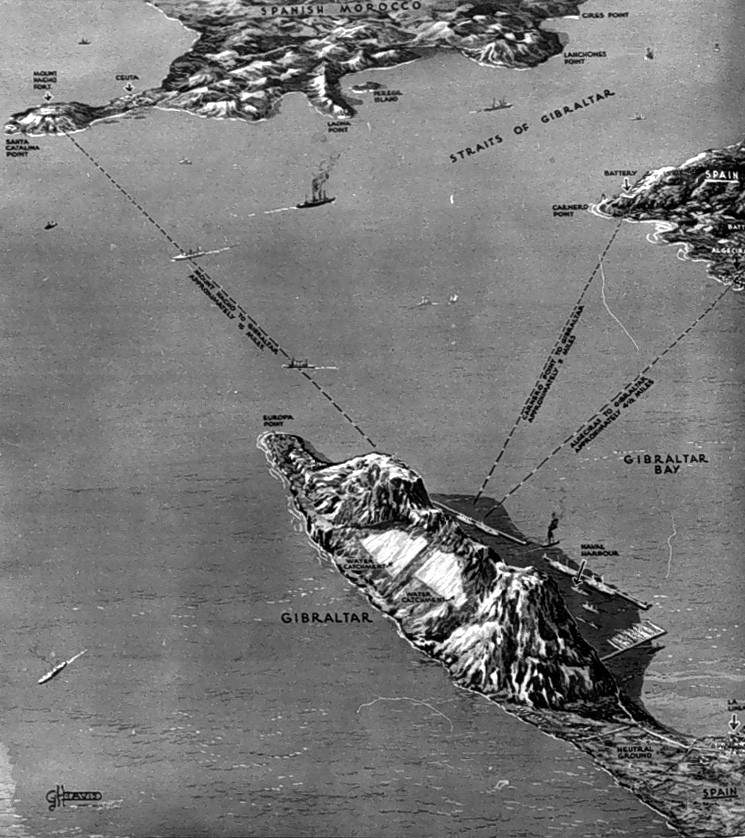
Widok poglądowy Gibraltaru patrząc na południe w 1939 roku

Historia Gibraltaru podczas II wojny światowej związana była z pełnieniem przez Gibraltar roli istotnej brytyjskiej bazy wojskowej, kontrolującej dostęp na Morze Śródziemne od zachodu oraz stanowiącej punkt tranzytowy dla sił alianckich.

## Gibraltar u progu wojny
Gibraltar był istotną brytyjską bazą wojskową, zwłaszcza od otwarcia Kanału Sueskiego w 1869 roku, umożliwiającego strategiczny transport morski przez Morze Śródziemne, na które Gibraltar kontrolował wejście od zachodu. Stał się on jedną z głównych baz marynarki brytyjskiej Royal Navy, największej w tym czasie na świecie, a w latach 1895-1905 zbudowano tam stocznię Admiralicji i port wojenny. Baterie nadbrzeżne Gibraltaru obejmowały 8 armat kalibru 234 mm Mk X, 2 haubice kalibru 234 mm, 8 armat kalibru 152 mm Mk VII, 5 armat kalibru 102 mm i armaty przeciwdesantowe kalibru 57 mm (6-funtowe). Ponadto baza była chroniona przez działa przeciwlotnicze, których liczba w czasie II wojny światowej sięgnęła 28 kalibru 94 mm, 4 kalibru 76 mm i 37 kalibru 40 mm Boforsa.
Po datujących się jeszcze na okres I wojny światowej próbach startów samolotów z toru wyścigów konnych na północy półwyspu, przy granicy z Hiszpanią (North Front), dopiero w 1932 roku powstał plan budowy na Gibraltarze lotniska wojskowego. W marcu 1936 roku urządzono prowizoryczne lotnisko na terenie toru wyścigów konnych, lecz pomimo dalszych planów, nie zostało ono rozbudowane do II wojny światowej, głównie z uwagi na sprzeciw Hiszpanii i chęć zachowania z nią dobrych stosunków. Znacząca rozbudowa lotniska wymagałaby też przejęcia i wyburzenia prywatnej stoczni Blandów. Dopiero po wybuchu wojny, na początku września 1939 roku w Gibraltarze sformowano dowództwo 200 Grupy lotniczej, lecz początkowo operowały jedynie z portu łodzie latające 202 Dywizjonu RAF.

## Ewakuacja cywilów
Początkowo II wojna światowa nie wpływała znacząco na życie mieszkańców kolonii, Hiszpania oraz Włochy pozostawały neutralne i nie zagrażały Brytyjczykom. Sytuacja zmieniła się w 1940 roku po niemieckim ataku na Francję oraz włoskiej inwazji na ten kraj. Rząd brytyjski w obawie przed możliwością przystąpienia Hiszpanii do wojny po stronie państw Osi, ewakuował całą ludność cywilną i zastąpił ją personelem wojskowym.
Na początku czerwca 1940 roku około 13,5 tys. osób ewakuowano statkami do Casablanki we Francuskim Maroko. Po francuskiej kapitulacji w lipcu 1940 roku, nowe proniemieckie władze Vichy szukały sposobu na pozbycie się ze swojego terytorium ewakuowanych. Sposobność ku temu nadarzyła się szybko, ponieważ do Casablanki zawitało 15 brytyjskich statków towarowych pod dowództwem komandora Crichtona, na których przybyło 15 tys. ewakuowanych z Dunkierki francuskich żołnierzy. Francuzi po przyjęciu swoich żołnierzy, zażądali od Brytyjczyków aby zabrali wszystkich ewakuowanych z Gibraltaru. Wobec odmowy spełnienia tych żądań, statki zostały internowane. Crichton widząc jednak masy Gibraltarczyków koczujących w porcie, zdecydował się wbrew rozkazom Admiralicji aby nie negocjować z Francuzami, zabrać ich na pokład. W tym samym czasie zakończyła się operacja Catapult i do Casablanki dotarły informację o zatopieniu przez brytyjską flotę francuskich okrętów. W ataku na port Al-Marsa al-Kabir śmierć poniosło 1297 francuskich marynarzy. Wobec takiego stanu rzeczy sytuacja się zaogniła, ewakuantom pozwolono w drogę powrotną zabrać jedynie bagaż podręczny, a cały swój dobytek musieli zostawić w Casablance.
Po dobiciu do Skały, gubernator Gibraltaru generał Clive Gerard Liddell nie zezwolił mieszkańcom Gibraltaru zejść na ląd. Obawiał się tego, że raz ewakuowani nie będą chcieli się zgodzić na ewentualną kolejną. Pozostali na Gibraltarze mieszkańcy, gdy dowiedzieli się o sytuacji zorganizowali protest na Placu Johna Mackintosha, a następna ich delegacja udała się do gubernatora. Po otrzymaniu dyspozycji z Londynu, Liddell zezwolił na lądowanie. Cała operacja zakończyła się 13 lipca 1940 roku. Niedługo później na prośbę gubernatora, który uważał, że wszyscy cywile powinni być na czas wojny wysiedleni z Gibraltaru, rozpoczęto kolejną ewakuację. Wobec braku wystarczającej liczby wolnych miejsc dla Gibraltarczyków, jedynie około 10 tys. z nich wysłano do Londynu. Pozostałą część wysłano na Maderę, Jamajkę oraz do Indii Zachodnich.

## Rozbudowa bazy i działania wojenne
Pierwszy atak lotniczy na terytorium Gibraltaru w czasie II wojny światowej miał miejsce 18 lipca 1940 roku. Lotnictwo Vichy w odpowiedzi na wcześniejsze zatopienie floty w ramach operacji Catapult zbombardowało miasto, nie wyrządzając jednak większych strat. Kolejne francuskie ataki miały miejsce 24 oraz 25 września 1940 roku. Były to zarazem ostatnie naloty przeprowadzone przez lotnictwo podporządkowane rządowi w Vichy.

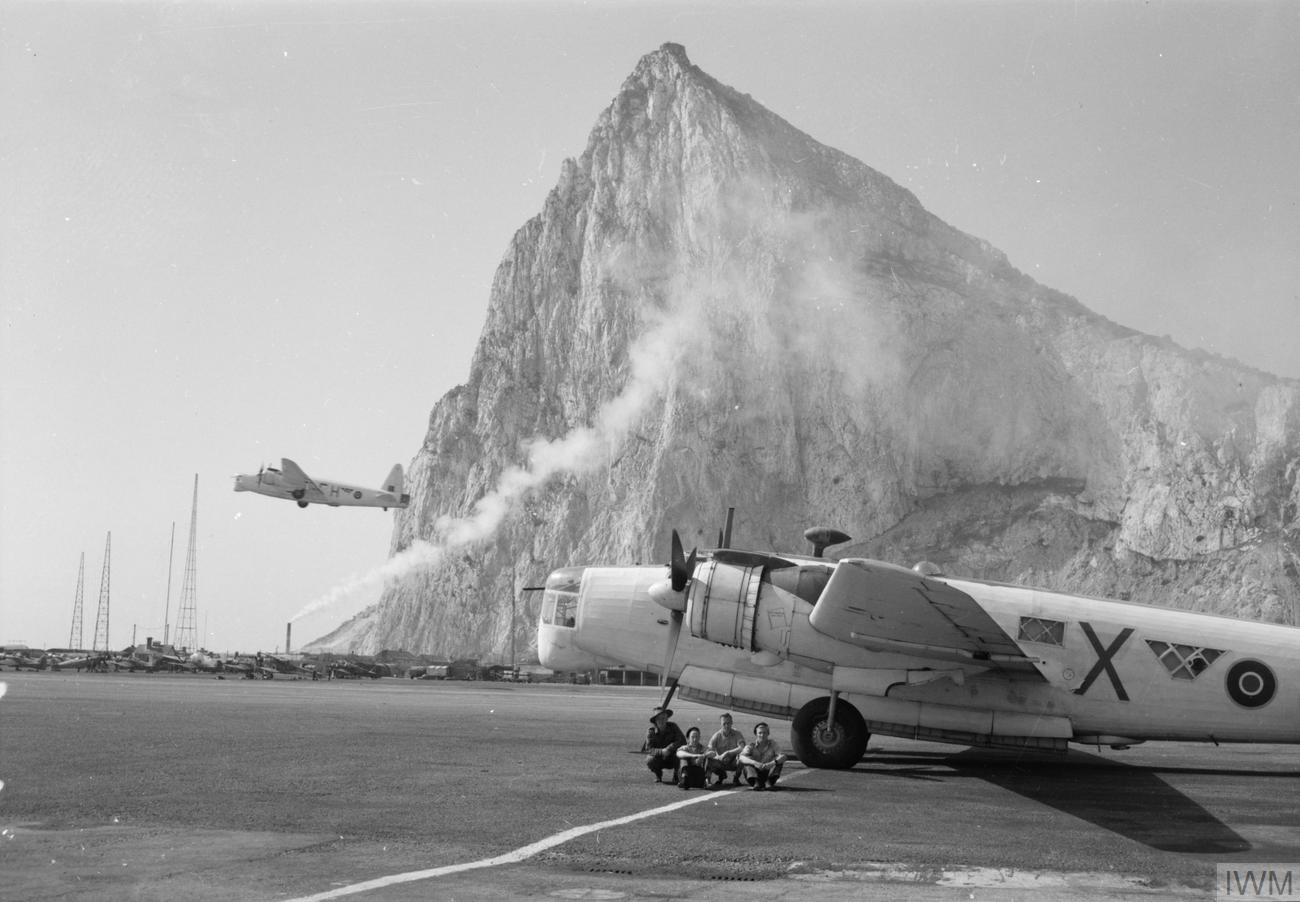
Patrolowe Wellingtony na lotnisku w Gibraltarze, 1945 rok

Podjęto decyzję o refortyfikacji kolonii i wydrążono w Skale Gibraltarskiej 48 km tuneli. Zainstalowano również dodatkowe działa przeciwlotnicze. W toku 1940 roku ukończono na lotnisku krótki pas startowy, używany przez samoloty patrolowe. Dopiero w grudniu 1941 roku rozpoczęto pracę nad rozbudową lotniska, po tym, jak uznano, że może ono stanowić punkt tranzytowy w transporcie wojskowym na Bliski Wschód. Zdecydowano o budowie pasa o długości 1417 m i szerokości 137 m, co wymagało nadbudowania pasa o przynajmniej 500 m w głąb Zatoki Gibraltarskiej, w kierunku na zachód. Do budowy w morzu wykorzystywano surowiec odstrzeliwany ze skały oraz uzyskiwany przy drążeniu tuneli. Pas nowego lotniska przecinał przy tym jedyną drogą łączącą półwysep z kontynentem (Drogę Hiszpańską), którą dwa razy dziennie przemieszczało się kilka tysięcy hiszpańskich robotników pracujących w Gibraltarze i wracających na noc. W styczniu 1942 roku ukończono pas długości 900 m, w kwietniu 1052 m (1155 jardów). Do listopada 1942 roku długość sięgnęła planowanych 1417 m (1550 jardów), po czym w lipcu 1943 roku jeszcze wydłużono ją do 1646 m (1800 jardów). Do opanowania przez aliantów północnej Afryki i Sycylii w 1943 roku było to jedyne, oprócz lotnisk na Malcie, lądowisko dla samolotów kursujących na trasie Anglia – Egipt (pomijając krótkie okresy, gdy alianci mieli w posiadaniu lotniska w Libii). Przede wszystkim istotna była rola stałej bazy dla samolotów zwalczających niemieckie okręty podwodne w tym obszarze oraz eskortujących konwoje morskie, co według niektórych ocen umożliwiło przeprowadzenie lądowania w Afryce Północnej. Z uwagi na charakterystykę lotniska i trudne warunki atmosferyczne dochodziło tam jednak do wypadków lotniczych, z których najbardziej znanym stała się katastrofa 4 lipca 1943 roku, w której zginął Naczelny Wódz Polskich Sił Zbrojnych generał Władysław Sikorski.
Gibraltar był też jednym z dwóch głównych portów które obsługiwały wojskowe konwoje transatlantyckie. Od listopada 1942 do sierpnia 1945 roku między Stanami Zjednoczonymi a Gibraltarem w 189 konwojach kursowało 11 119 statków. Między grudniem 1942 a marcem 1945 roku przetransportowano na tej trasie 536 134 żołnierzy. W 1940 roku w Gibraltarze stacjonowały cztery bataliony piechoty, ponadto sformowano wówczas Samodzielną Kompanię komandosów.
Gibraltar był atakowany w czasie wojny kilkukrotnie, zarówno jawnie, jak i skrycie. Jeszcze w 1940 roku został zbombardowany przez lotnictwo francuskie wierne rządowi Vichy. Sporadycznie zdarzały się ataki lotnictwa niemieckiego i włoskiego. Hiszpania w czasie konfliktu pozostawała neutralna, lecz sprzyjała hitlerowskim Niemcom. Adolf Hitler bezskutecznie próbował namówić dyktatora Hiszpanii Francisco Franco do przystąpienia do wojny po stronie Państw Osi. Niemcy przygotowały na tę okazję w połowie 1940 roku plan zajęcia Gibraltaru pod kryptonimem operacji Felix, lecz nie przystąpiono do jego realizacji. Zagrożenie dla Gibraltaru znacznie spadło w 1943 roku, po kapitulacji Włoch.

## Ataki włoskie
Po przystąpieniu Włoch do wojny, od połowy 1940 roku lotnictwo włoskie Regia Aeronautica rozpoczęło mało intensywne naloty na Gibraltar, o charakterze nękajacym, które nie miały większego znaczenia militarnego. Między innymi, 28 czerwca 1940 roku nalot na lotnisko przeprowadziły cztery ciężkie bombowce Piaggio P.108B, ale dwa z nich z braku paliwa rozbiły się potem w Hiszpanii. 3 lipca pojedynczy wysłany nad Gibraltar P.108B zaginął. 24 września nad Gibraltar wysłano dwa P.108B, a 20 października cztery, z tego jeden rozbił się po starcie. Jeszcze 21 października wysłano trzy P.108B, z których jeden nie zrzucił bomb i rozbił się w drodze powrotnej. Między 20 sierpnia 1940 a 1 kwietnia 1942 roku przeprowadzono ponadto siedem nalotów pojedynczych Savoia-Marchetti SM.82, przy stracie jednej maszyny. Później podjęto próbę ataków na statki w Gibratarze za pomocą bombowców średnich Savoia-Marchetti SM.79, ale okazały się mieć za mały zasięg i dwa wysłane samoloty 19 czerwca 1943 roku nie osiągnęły celu. Dopiero po kapitulacji Włoch, 12 samolotów SM.79 grupy torpedowej lotnictwa Włoskiej Republiki Socjalnej dokonało 4 czerwca 1944 roku udanego nalotu, topiąc cztery statki w Gibraltarze i uszkadzając dwa.
Większe znaczenie Włosi przywiązali do ataków na okręty i statki w Gibraltarze niekonwencjonalnymi metodami. 24 września 1940 roku okręt podwodny „Scirè” dowodzony przez księcia Junio Valerio Borghese wyszedł z bazy La Spezia w celu ataku na okręty w Gibraltarze przy pomocy trzech pojazdów podwodnych („żywych torped”) SLC w ramach operacji B.G.1, ale została ona odwołana 29 września, gdyż włoskie dowództwo otrzymało informację, że floty nie ma w porcie. Na kolejną operację B.G.2 okręt ten wypłynął 21 października i w nocy 30 października zwodował w Zatoce Gibraltarskiej trzy pojazdy SLC, jednakże wszystkie miały problemy techniczne i tylko jeden umieścił ładunek wybuchowy w porcie, nie powodując jednak szkód. Dwóch członków załóg SLC dostało się do niewoli, a czterech trafiło do Hiszpanii, skąd zostali później ewakuowani. Te pierwsze próby pozwoliły Włochom nabyć doświadczenia w operacjach podwodnych, czego skutkiem było utworzenie w marcu 1941 roku X flotylli MAS. Jednocześnie zwiększyły one czujność Brytyjczyków, którzy zaczęli odtąd pilniej patrolować zatokę i regularnie zrzucać co kilka minut małe bomby głębinowe, a także utworzyli własny oddział płetwonurków przeciwdywersyjnych, pod dowództwem Lionela Crabba. Przy kolejnej operacji B.G.3 „Sciré” zaokrętował najpierw płetwonurków z tankowca „Fulgor”, internowanego w Kadyksie i użytego jako baza. 26 maja 1941 roku zwodował pojazdy SLC w zatoce, ale floty brytyjskiej ponownie nie było w porcie, a próba zaatakowania statków na redzie nie powiodła się z powodu trudności w przywiązaniu głowic wybuchowych; po akcji sześciu członków załóg SLC trafiło do Hiszpanii, skąd zostali ewakuowani samolotem.
Udana była dopiero operacja B.G.4 przeprowadzona przez ten sam okręt podwodny, który zaokrętował płetwonurków z tankowca „Fulgor”, po czym zwodował trzy pojazdy SLC po północy 20 października 1941 roku. Z powodu brytyjskich środków zaradczych, nie udało się zaatakować okrętów w porcie, lecz zatopiono tankowce Fiona Shell (2198 ton) na redzie i Denbydale (8145 ton) w porcie oraz uszkodzono statek Durham (10 893 ton) na redzie. Ponownie sześciu członków załóg SLC zostało ewakuowanych z Hiszpanii samolotem.
Mimo udanego ostatniego ataku, Włosi zmienili następnie taktykę i kolejne akcje prowadzili przy pomocy płetwonurków z hiszpańskiego brzegu, przenoszących lekkie 2-kilogramowe ładunki wybuchowe. Korzystając z wynajętej willi Carmela jako bazy, w nocy 13/14 lipca 1942 roku 12 płetwonurków uszkodziło w ramach operacji G.S.1 na redzie małe statki: „Meta”, „Empire Snipe”, „Baron Douglas” i „Shuma” (łącznie 9546 ton). W kolejnej akcji G.S.2 w nocy 14/15 września zatopiono już tylko statek „Ravens Point”. W tym czasie X flotylla MAS zaadaptowała na sekretną bazę włoski tankowiec „Oltera”, który został samozatopiony na początku wojny, lecz następnie podniesiony i stał w porcie Algeciras. Pod pozorem napraw, Włosi zorganizowali na nim warsztat, wycięli w jego burcie pod wodą otwór dla płetwonurków oraz przemycili na pokład torpedy SLC w sprowadzonych z Włoch skrzyniach z częściami do kotłów. Do pierwszej akcji trzech SLC z „Oltery”, o kodzie B.G.5, doszło w nocy na 8 grudnia 1942 roku, kiedy w porcie znajdował się silny zespół okrętów z pancernikiem HMS „Nelson” i lotniskowcami „Formidable” i „Furious”. Na skutek przeciwdziałania brytyjskiego nie udało się zaatakować żadnego z tych celów; trzech Włochów zginęło, dwóch dostało się do niewoli i tylko jeden powrócił na SLC na „Olterę”. Podczas kolejnej operacji B.G.6 w nocy 8 maja 1943 roku udało się uszkodzić na redzie statki „Pat Harrison” (typu Liberty) i „Mahsud” oraz zatopić „Camerata”, bez strat własnych. W nocy 3/4 sierpnia 1943 roku miała miejsce ostatnia operacja B.G.7 ze statku „Oltera”, w której zdołano uszkodzić statki: „Thorshøvdi”, „Harrison Grey Otis” typu Liberty i „Stanridge”. Jakkolwiek budził on podejrzenia Brytyjczyków, prawdziwa rola statku „Oltera” nie została odkryta.